# دهه ۱۴۲۰ (پیش از میلاد)
دهه ۱۴۲۰ (پیش از میلاد) صد و چهل و دومین دهه قبل از مبدا شروع تقویم میلادی است.